# Улица Профессора Качалова
Улица Профессора Кача́лова — улица в Невском районе Санкт-Петербурга. Соединяет Глухоозёрское шоссе с проспектом Обуховской Обороны. Проходит по территории бывшего Стеклянного городка.
Нумерация домов ведется от проспекта Обуховской Обороны. Протяжённость улицы — 1750 м.
Названа в честь выдающегося учёного, члена-корреспондента АН СССР, профессора, лауреата Государственной премии, одного из создателей отечественного оптического стекла Н. Н. Качалова (1883—1961).

## История
Исторически сложена из двух улиц: Дёминской, названной 5 марта 1871 года, и 4-й Луч, заложенной в конце XIX века. К 1965 году они были объединены, и новая улица была названа в честь Н. Н. Качалова. Улица Дёминская была названа в честь одного из управляющих стекольного завода, некогда находившегося на ней.

## Здания и сооружения
- дом 3 — завод «Газаппарат»; 
  - 3К — в прошлом: дом акционерного общества Товарных складов. Здание построено в 1912 году по проекту архитектора А. Ф. Голензовского[3];
- дом 10 (Хрустальная,1) — научно-исследовательский центр ракетных войск и артиллерии 1954 года постройки[4].

Вдоль нечётной стороны также расположены территории филиала киностудии «Леннаучфильм» и Завода художественного стекла.
- Дом 3К - дом акционерного общества Товарных складов. Здание построено в 1912 году по проекту архитектора А.Ф. Голензовского
- Улица 2-й Луч  - видны здания по улице профессора Качалова: современный бизнес-центр на месте бывших складов и Научно-исследовательский центр ракетных войск и артиллерии (1954 год постройки)
- Улица 2-й Луч - вид на Научно-исследовательский центр ракетных войск и артиллерии (угол улицы Профессора Качалова и Хрустальной

## Транспорт
- Метро: «Площадь Александра Невского» (1120 м), «Волковская» (1630 м)
- Автобусы: № 8, 58, 253
- Троллейбусы: № 14, 16
- Трамвай: № 7, 24, 65
- Ж/д станция: Глухоозёрская (430 м, пассажирское сообщение отсутствует)

## Пересечения
С востока на запад (по нумерации домов):
- проспект Обуховской Обороны
- Глазурная улица
- Зеркальный переулок
- Хрустальная улица
- улица 2-й Луч
- Глухоозёрское шоссе